# 歐登堡公爵彼得
歐登堡的彼得（德語：Peter von Oldenburg，1812年8月26日—1881年5月14日），是歐登堡公爵彼得一世的孙子，母親是俄羅斯沙皇保羅一世的女兒葉卡捷琳娜女大公。
1829年彼得受舅舅尼古拉一世的提拔加入俄羅斯陸軍服役，退伍後的彼得公爵於1835年建立帝國法學院。此外他是音樂家阿道夫·馮·亨澤爾特的好友，彼得本身也是一名作曲家。

## 家庭
1837年，彼得與拿騷-威爾堡的特蕾莎結婚，兩人共有4子3女：
1. 亞歷山德拉（1838年—1900年），與俄羅斯的尼古拉·尼古拉耶維奇結婚
2. 尼庫勞斯（1840年—1886年）
3. 亞歷山大（1844年—1932年）
4. 卡塔里娜（1846年—1866年），早逝
5. 格奧爾格（1848年—1871年）
6. 康斯坦丁（英语：Duke Constantine Petrovich of Oldenburg）（1850年—1906年）
7. 特蕾莎（英语：Duchess Therese Petrovna of Oldenburg）（1852年—1883年）